# 圣庞德隆
圣庞德隆（法語：Saint-Pandelon，法語發音：[sɛ̃ pɑ̃dlɔ̃]）是法国朗德省的一个市镇，位于该省西南部，达克斯市区东南部，属于达克斯区。

## 地理
圣庞德隆（43°40'10"N, 1°2'20"W）面积9.18 平方千米，位于法国新阿基坦大区朗德省，该省份为法国西南部沿海省份，是法國本土面积第二大的省，北起吉倫特省，西临大西洋，南至大西洋比利牛斯省，东临热尔省，东北与洛特-加龍省接壤。
与圣庞德隆接壤的市镇（或旧市镇、城区）包括：達克斯、贝内斯莱达克斯、厄加斯、纳罗斯、韦尔勒伊、索尼亚克和康布朗、塞雷斯。

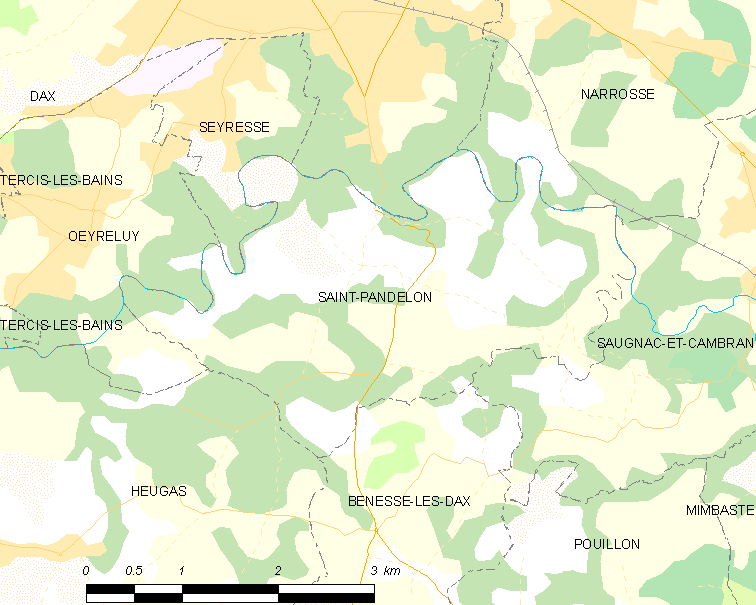
圣庞德隆的OSM定位图

圣庞德隆的时区为UTC+01:00、UTC+02:00（夏令时）。

## 行政
圣庞德隆的邮政编码为40180，INSEE市镇编码为40277。

## 政治
圣庞德隆所属的省级选区为达克斯第二县。

## 人口

1962-2008年间圣庞德隆人口变化图示

圣庞德隆于2022年1月1日时的人口数量为728人。